# Revbensbrosk

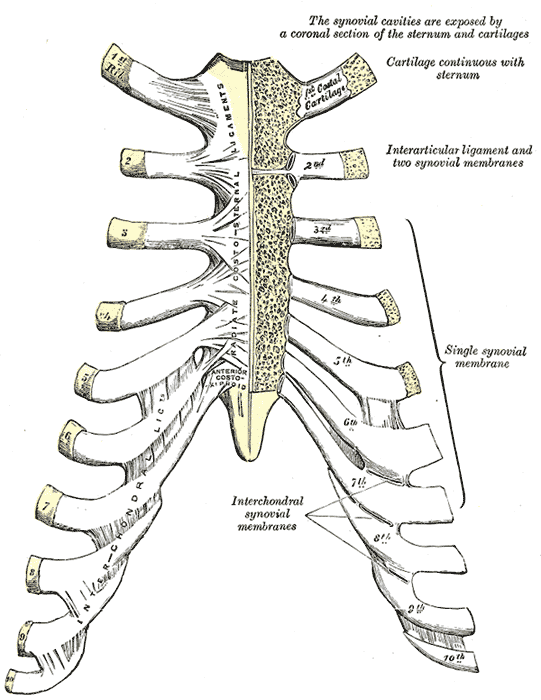
Bröstbenet och revbensbrosket framifrån.
Illustration: Gray's anatomy.

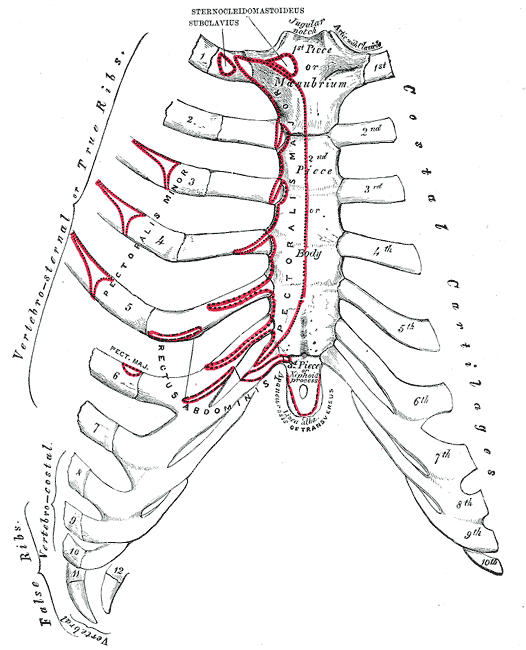
Bröstbenet och revbensbrosket framifrån.
Illustration: Gray's anatomy.

Revbensbrosk (latin: singularis cartilago costalis, pluralis cartilagines costales) är i människans kropp stänger av hyalint brosk som i bröstkorgens (thorax) framsida (ventralt) förlänger revbenen (costae) och binder dem samman med bröstbenet (sternum). Revbensbrosket har en avgörande roll för bröstkorgens elasticitet.
I hög ålder kan revbensbrosken förbenas eller förkalkas.

## Skillnader 1–12
De övre sju paren revbensbrosk förbinder sig med bröstbenet och de följande tre ledar mot överliggande revbensbrosks undersida. De sista två revbensbrosken utgör sina revbens spetsiga extremiteter.
Liksom revbenen varierar revbensbrosken i längd, bredd och riktning. Från det första till det sjunde brosket ökar längden som därefter avtar ned till det tolfte. 
Bredden, liksom avståndet mellan revbensbrosken, avtar från det första till det sista. De första två har jämn bredd, de övriga är bredast vid revbenen för att smalna av mot bröstbenet. De sjätte, sjunde och åttonde brosket är bredast vid lederna till sina grannar.
Det översta brosket är inåt (medialt) riktat nedåt (descenderande), det andra är orienterat horisontellt och det tredje är medialt riktat uppåt (ascenderande). Alla övriga har krökta förlopp genom att först följa revbenens riktning för att sedan ascendera mot antingen bröstbenet eller sin granne ovanför.

## Struktur
Alla revbensbrosk har två ytor, två kanter och två extremiteter.

### Ytor
De utåtriktade ytorna är konvexa och riktade framåt och uppåt. Vid det översta brosket finns lig. costoclaviculare och m. subclavius som båda leder till nyckelbenet (clavicula). Vid de första sex eller sju brosken har m. pectoralis major sitt ursprung. De övriga täcks av eller utgör fäste för bålens muskler.
Insidornas ytor är konkava och riktade nedåt och bakåt. Vid den översta ytan fäster m. sternothyroideus. M. transversus thoracis fäster på den tredje till sjätte ytan. Diafragman (diaphragma) och m. transversus abdominis fäster vid de 6–7 nedersta ytorna.

### Kanter
Broskens övre kanter är konkava och de nedre konvexa. Vid kanterna fäster Mm. intercostales interni. Vid de sjätte broskets kanter fäster m. pectoralis major. Nederkanterna på brosk 6–9 har hälliknande utskott där deras krökning är som störst som ledar mot mindre utskott på brosk 7–10. Dessa kanter bildar revbenskurvaturen (arcus costalis).

### Extremiteter
Revbensbroskens laterala ändar utgör fortsättningar på revbenens ossösa vävnad. De översta sju mediala extremiteterna ledar mot bröstbenets laterala kanter i grunda ledytor (incisura costales). De mediala ändarna på brosk 8–10 är spetsiga och förenar sig ovanliggande brosk. De nedersta två är fria och utmynnar i abdomen.